# Irene Manton
Irene Manton ( 17 de abril de 1904 , Kensington, Londres - 13 de mayo de 1988 ) fue una botánica, algóloga y pteridóloga británica.

## Biografía
Su padre, George Sidney Frederick Manton, fue un cirujano dentista, y su madre Milana d’Humy. Sa familia era de origen hugonote. Su hermana era la zoóloga Sidnie Milana Manton (1902-1979), miembro de la Royal Society en 1948. Fue su padre quien la inició en la manipulación del microscopio. Desarrolló un talento para la talla de madera y para la orfebrería de plata y de cobre.
Irene Manton estudió en el Instituto Educacional Froebel, donde manifestó muy pronto una pasión por las Ciencias naturales, interés que compartiá con Sidna y se sintieron alentadas por su madre. Pasaba todo su tiempo libre en el Museo de Historia Natural de Londres. Con su hermana, se fue a la St Paul’s Girls School, donde la administración la veía como una tonta incurable (demostrando talento para la música) y el consejo de sus padres era interrumpir sus estudios. Pero hizo caso omiso a ese consejo y pasó sus exámenes brillantemente. Fue entonces cuando descubrió el trabajo de Edmund Beecher Wilson (1856-1939): The Cell de 1902, que tendría gran influencia en su vida; decidiendo dedicarse a la botánica y al estudio de los cromosomas.
Irene Manton también se dedicó a la pintura y a la literatura clásica china, así como a la moda. Fue nombrada la Mujer del Año en 1975, y el magazine Vogue la presentó en uno de sus números. Legó su colección de pinturas, con obras de Paul Klee, Miró y de Braque, a la Universidad de Leeds.

## Honores
- Premio Trail, 1954
- Medalla linneana, 1959, por la Sociedad Linneana de Londres

### Títulos de doctorhonoris causa
- De la Université McGill de Montreal, 1959
- De la Universidad de Oslo, 1961
- De Durham, 1966
- De Lancaster, 1979
- De Leeds, 1984

### Miembro de honor desociedades científicas
- Botanical Society of America
- Deutsche Akademie der Naturforscher Leopoldina
- Royal Society, 16 de marzo de 1961
- Presidente de la Sociedad Linneana de Londres de 1973 a 1976 , trece años después de su hermana; única vez que dos hermanas se encuentran en esa sociedad.

- La abreviatura «Manton» se emplea para indicar a Irene Manton como autoridad en la descripción y clasificación científica de los vegetales.[5]

## Referencias

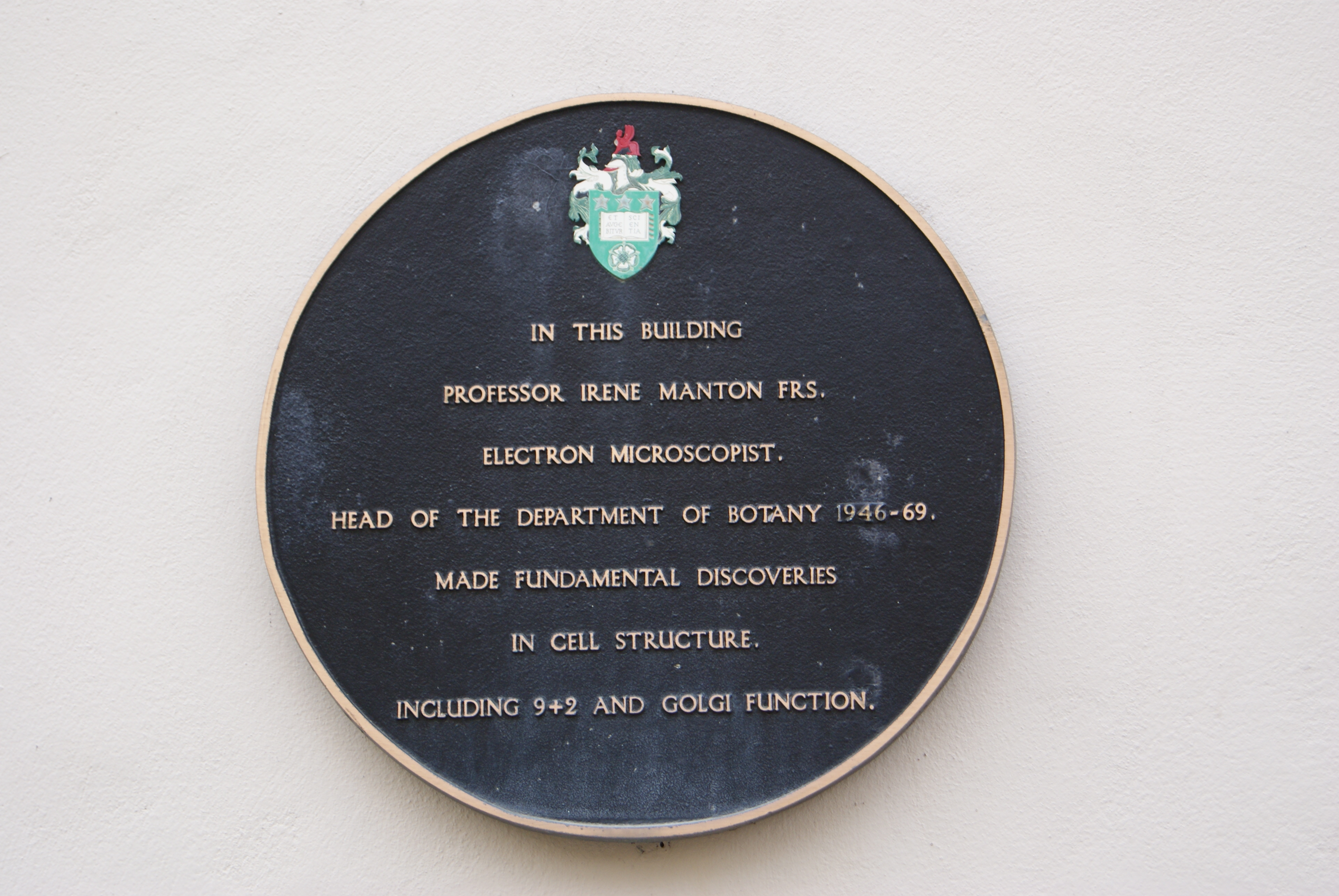
Placa de Irene Manton en la Universidad de Leeds